# Roberto Lazzari
Roberto Lazzari   (Milà, 14 de desembre de 1937 - Milà, 31 de juliol de 2017) fou un nedador italià, especialista en braça, que va competir durant les dècades de 1950 i 1960.
El 1960 va prendre part en els Jocs Olímpics d'Estiu de Roma, on va disputar dues proves del programa de natació. Fou cinquè en els 200 metres braça i sisè en els 4×100 metres estils.
En el seu palmarès destaquen una medalla de plata en els 200 metres braça i una de bronze en els 4×100 metres estils del Campionat d'Europa de natació de 1958. També guanyà cinc medalles als Jocs del Mediterrani, dues d'or el 1959 i dues de plata i una de bronze el 1955; dues a les Universíades de 1961, una d'or i una de plata; i disset campionats nacionals entre 1954 i 1965.